# Gele Lah
Gele Lah is een bestuurslaag in het regentschap Aceh Tengah van de provincie Atjeh, Indonesië. Gele Lah telt 402 inwoners (volkstelling 2010).